# Mel Henke
Melvin Erich Henke (* 4. August 1915 in Chicago; † 1. April 1979 in Canoga Park, Kalifornien) war ein US-amerikanischer Pianist, Komponist und Arrangeur im Bereich des West Coast Jazz und Easy Listening.

## Leben und Wirken
Henkes Vater war klassischer Pianist; erste Piano-Solo- und Duo-Aufnahmen entstanden 1939/40 in Chicago für das Label Collector’s Item. Als Pianist trat er in der lokalen Nachtclubs auf. 1943 ersetzte er Frankie Carle in der Bigband von Horace Heidt; außerdem arbeitete er mit Bud Freeman. 1946 nahm er vier Plattenseiten für Victor Records auf, 1947 unter Mel Henke with Honeydreamers für das Label Vitacoustic (Honky Tonk Train/In a Mist). Kurz danach zog er nach Südkalifornien u. a. arbeitete u. a. mit Bill Newman und Shelly Manne. Aufnahmen entstanden 1948/49 für Tempo in Los Angeles; 1954/55 folgten zwei LPs für Contemporary. Ab 1955 arbeitete er für Disneyland-Television; Ende der 1950er Jahre begann er mit Studioorchestern Alben für Warner Brothers einzuspielen, musikalisch ab den 1960er Jahren im Easy-Listening- und Space-Age-Stil, unter denen die LP La Dolce Henke durch Henkes originelle Arrangements herausragt.

## Diskographische Hinweise
- Dig (Contemporary, 1954)
- Volume 2 - Now Spin This! (Contemporary, 1955)
- Dynamic Adventures in Sound (Warner Bros. Records, 1962)
- La Dolce Henke (Warner Bros. Records, 1962)
- Love Touch (Dobre Records, 1977)
- Sunset Strip-per (Cuca Records, 1977)